# (35161) 1993 OW
1993 أو دابليو (ويعرف أيضًا باسم (35161) 1993 أو دابليو وفق تسمية الكوكب الصغير) (بالإنجليزية: 1993 OW)‏ هو كويكب ضمن حزام الكويكبات؛ وترتيبه 35161 من حيث الاكتشاف.
اكتُشف هذا الجُرم الفلكي بواسطة اليانور إف. هيلين في 16 يوليو 1993.

## وصلات خارجية
- (35161) 1993 OW في قاعدة بيانات مختبر الدفع النفاث لأجرام النظام الشمسي الصغيرة

- الاكتشاف · مخطط المدار ·  العناصر المدارية · المعلمات المادية

- (35161) 1993 OW على موقع ويكي سكاي: DSS2, SDSS, GALEX, IRAS, Hydrogen α, X-Ray, Astrophoto, Sky Map, Articles and images